# Нахичеванский государственный университет
Нахичеванский государственный университет (азерб. Naxçıvan Dövlət Universiteti) — государственное высшее учебное заведение Нахичеванской Автономной Республики.

## История
В 1967 году в Нахичеванской АР открылся филиал Азербайджанского государственного педагогического института. В июне 1972 года изучив потребности региона, на основании постановления Совета министров Азербайджанской ССР №214 филиал был преобразован в Нахичеванский государственный педагогический институт.
В 1990 году институту присвоен статус университета.
Официальные названия
- 1967 — Нахичеванский филиал Азербайджанского государственного педагогического института имени В. И. Ленина
- 1972 — Нахичеванский государственный педагогический институт
- 1990 — Нахичеванский государственный университет

## Общая информация
Нахичеванский государственный университет является центром науки, образования, культуры Нахичеванской Автономной Республики.
В университете обучается 4000 студентов по 42 специальностям.
На 10 факультетах университета работает 346 преподавателей, в числе которых 2 действительных члена НАНА, 5 членов-корреспондентов НАНА, 22 профессора и доктора наук, 140 доцентов и кандидатов наук.
На октябрь 2023 года университетом выпущен 31 008 бакалавр, 2 344 магистра, 130 докторов наук.
С 1997 года университетом издаётся журнал «Научные произведения».
19 декабря 2017 года решением Аккредитационного совета Министерства образования Азербайджана университет получил государственную аккредитацию в качестве государственного высшего учебного заведения.
Университет является членом Европейского клуба ректоров, Ассоциации азиатских университетов, Общества ректоров Евразийского университета Шелкового пути, Союза университетов Черноморского бассейна, Союза университетов Кавказа.
Университет участвует в программе TEMPUS, проекте IQAinAR по улучшению качества образования программы Европейской комиссии Эразмус Плюс.
4 апреля 2025 года из подчинения Министерства науки и образования Азербайджана в подчинение ВУЗа переданы Институт природных ресурсов (Нахичевань), Институт биоресурсов (Нахичевань), Батабатская астрофизическая обсерватория.

## Факультеты
- Физико-математический факультет
- Факультет естествознания и сельского хозяйства
- Медицинский факультет
- Архитектурно-инженерный факультет
- Факультет искусств
- Историко-филологический факультет
- Факультет международных отношений и юриспруденции
- Факультет иностранных языков
- Педагогический факультет
- Факультет экономики и управления

## Ректоры
- Иса Габиббейли (1996 — апрель 2013)
- Салех Магеррамов (17 мая 2013 — ?)
- Эльбрус Исаев (с 3 декабря 2019)[6][7]

## Инфраструктура
Территория университета составляет 108 гектаров, на которых расположены 14 учебных корпусов, библиотека, университетская клиника, консерватория, закрытый спортивный зал олимпийского типа, футбольное поле, площадка для мини-футбола, ботанический сад, различные музеи.
Действуют многочисленные лаборатории, кабинеты, учебные мастерские и компьютерные аудитории.
На базе факультета журналистики действует телевидение нахичеванского государственного университета. Телевидение вещает в радиусе 3 км и предлагает различные просветительские программы для студентов.
Библиотека университета насчитывает 200 000 книг на более, чем 30 языках, 22 000 экземпляров периодической печати, диссертации.

## Международное сотрудничество
24 октября 1995 года при университете создан Центр исследований им. Ататюрка. Центр занимается исследованием деятельности М. К. Ататюрка. Центр устанавливает связи с Центром культуры, языка и истории им. Ататюрка Турции, научно-исследовательскими институтами, входящими в данный центр, Центром Ататюрка Азербайджана. При центре действует библиотека, содержащая книги и материалы об истории и культуре Турции. В ней содержатся энциклопедические издания, произведения турецких поэтов и писателей.
11 ноября 2011 года при университете открыт Центр Южной Кореи. В центре представлена литература об истории Южной Кореи, культуре, музыке, энциклопедии на корейском языке. С 2012 года при университете действует центр изучения корейского языка.